# Lothar Borschel

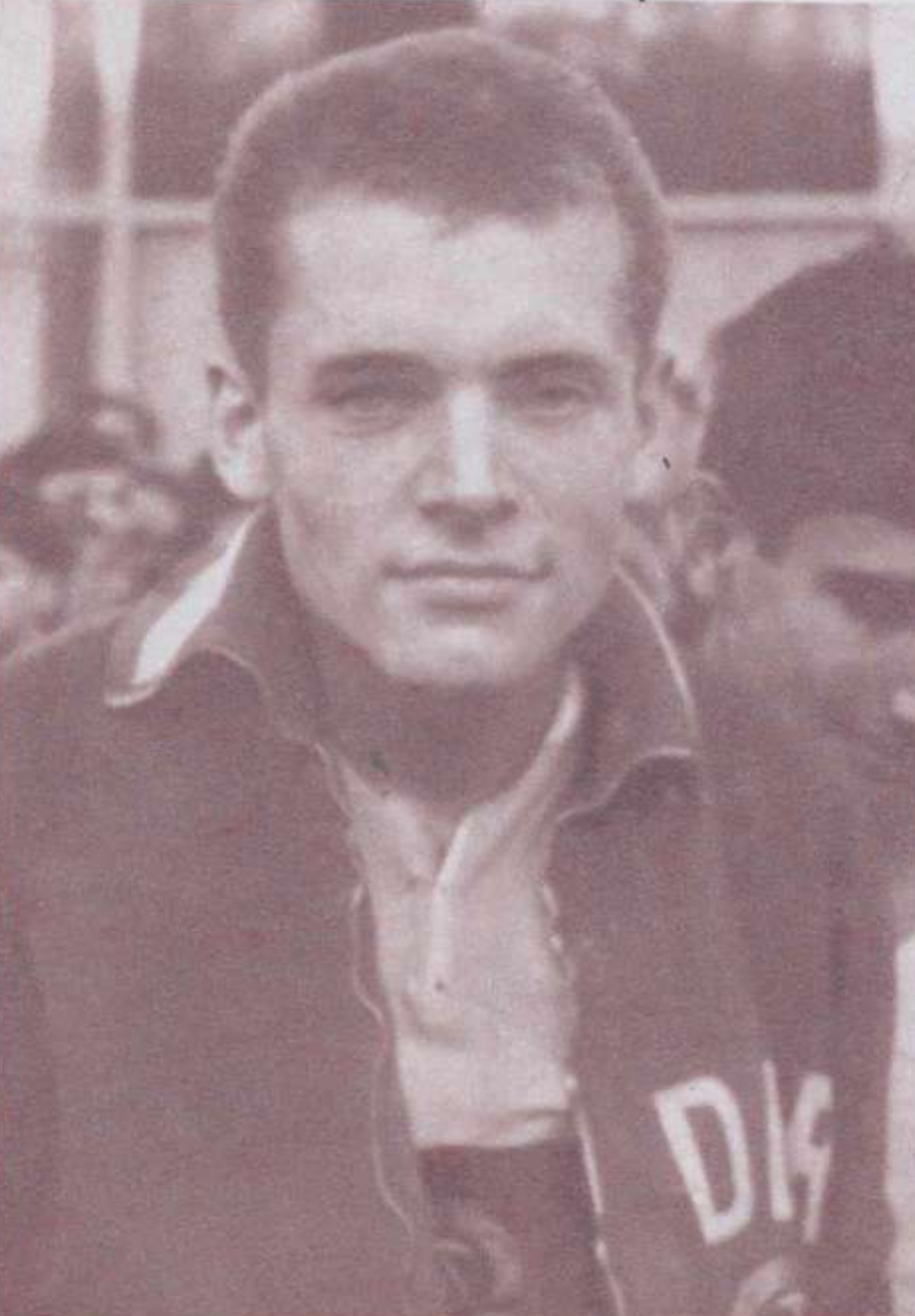
Lothar Borschel bei der Rumänienrundfahrt 1967

Lothar Borschel (* 27. Oktober 1943 in Bernburg) ist ein ehemaliger deutscher Radrennfahrer.

## Sportliche Laufbahn
Borschel begann 1959 in der BSG Lok Bernburg mit dem Radsport. Nach mehreren guten Plätzen (2. Platz bei Rund um die Hainleite 1965) erhielt er 1965 eine Nominierung für die Nationalmannschaft und fuhr die Slowakei-Rundfahrt, die er auf dem 8. Platz beendete. Er gewann 1966 eine Etappe der Jugoslawien-Rundfahrt und belegte den 4. Rang in der DDR-Rundfahrt. 1966 siegte er auf der 5. Etappe der DDR-Rundfahrt, die er auf dem 4. Rang der Gesamtwertung beendete. Bei den DDR-Meisterschaften im Bergzeitfahren wurde er Zweiter hinter Siegfried Huster. Im Rennen Rund um die Hainleite wurde er hinter Klaus Ampler Zweiter.
1967 gewann er die Sonderwertung des aktivsten Fahrers in der Rumänien-Rundfahrt und wurde Dritter der Gesamtwertung.
Beim Sieg von Bernd Patzig bei den DDR-Meisterschaften im Straßenrennen 1968 wurde er Dritter. Borschel fuhr die Bulgarien-Rundfahrt und gewann er eine Etappe (20. im Endklassement). Es folgten weitere Einsätze bei Rundfahrten im Ausland. 1969 belegte er den 10. Platz im Grand Prix d’Annaba.
1970 startete er bei der Internationalen Friedensfahrt und wurde dabei 72.
Borschel startete ab 1962 für den SC DHfk Leipzig.